# Pierre Mohier
Pierre Mohier, né le 25 décembre 1931 à Garennes (aujourd'hui Garennes-sur-Eure), est un sous-officier de gendarmerie mobile, mort au combat durant la Guerre d'Algérie, le 30 novembre 1960 à Constantine.

## Biographie
Pierre Mohier naît à Garennes, dans l'Eure le 25 décembre 1931. Il effectue son service militaire dans l’arme du Train, de 1951 à 1953.
Admis dans la Gendarmerie, au centre d’instruction de Charenton en 1957, il est affecté, en mai 1958, au 4e escadron de la 1re Légionbis de Gendarmerie Mobile au Plessis-Robinson. Avec son unité, il est envoyé à trois reprises, pour des périodes de 6 mois, en Algérie, entre 1958 et 1960.
Son troisième séjour débute le 20 octobre 1960. À partir du 29 octobre 1960, le 4e escadron est chargé de la zone III du secteur urbain de Constantine.
Le 30 novembre 1960, une patrouille du 3e peloton reçoit pour mission d’effectuer un contrôle au Douar des Arcades Romaines. L’élément comprenait le maréchal des logis-chef Boulineau et les Gendarmes Brunel, Neige et Mohier. Marchant en éclaireur, le gendarme Mohier se heurte, vers 14 heures 45, à une équipe rebelle en embuscade. Il ne peut riposter car son pistolet mitrailleur s’enraye. Il s’effondre, atteint par des tirs au niveau du crâne, de la gorge, et du thorax. Relevé par ses camarades, et évacué sur l’hôpital Laveran, il meurt durant son transport.
Les honneurs funèbres militaires lui sont rendus, le 3 décembre, au dépositaire du cimetière de Constantine, en attendant le retour en France de ses restes mortuaires.
Il est décoré, à titre posthume, de la Médaille militaire et de la Croix de la Valeur militaire avec palme.

## Décorations
- Médaille militaire
- Croix de la Valeur militaire avec palme

## Postérité
Pierre Mohier a laissé son nom à :
- la caserne de gendarmerie de Maisons-Alfort (Val-de-Marne) comprenant le Fort de Charenton.
- la 87e promotion d'élève-gendarmes de l'école de sous-officier de Gendarmerie du Mans (Sarthe).